# Pocket Album -7つの星-
『Pocket Album-7つの星-』（ポケットアルバム ななつのほし）は、光GENJI初となるコンピレーション・アルバム。1992年7月1日（水曜日）にポニーキャニオンから発売された。

## 概要
メンバー7人ソロ楽曲を1人2曲ずつ収録した7枚組8センチCDとして発売された。

## 収録曲

### Disc 1（佐藤敦啓）
全編曲：編曲：米光亮
1. Jessieに首ったけ
作詞：及川眠子、作曲：もりくん
2. 君には僕が
作詞：佐藤敦啓、作曲：松本俊明

### Disc 2（赤坂晃）
1. 抱きしめたい
作詞：原真弓、作曲：井上ヨシマサ、編曲：石田勝範
2. マスカレード
作詞：平井森太郎、作曲・編曲：水島康貴

### Disc 3（山本淳一）
1. ネバーランド バウンド
作詞：高柳恋、作曲：清岡千穂、編曲：米光亮
2. Flower Girl -Tea for Two-
作詞：三浦徳子、作曲：山本淳一、編曲：新川博

### Disc 4（佐藤寛之）
全作詞：佐藤寛之、全編曲：新川博
1. あの頃…
作曲：山口美央子
2. ガラス細工の宝物
作曲：都志見隆

### Disc 5（諸星和己）
1. やってられないよ
作詞：松井五郎、作曲・編曲：後藤次利
コーラス編曲：曳田修・鈴木弘明
2. バラードが聴きたくて
作詞：津田りえこ、作曲：伊藤博、編曲：和泉一弥

### Disc 6（大沢樹生）
全編曲：編曲：米光亮
1. Babylon
作詞：平井森太郎、作曲：佐藤健
2. NIGHT WALKER
作詞：津田りえこ、作曲：NOBODY

### Disc 7（内海光司）
特記以外作詞・作曲：内海光司
1. MOON LIGHT GIRL
作曲・編曲：佐藤準
2. 明日はもっと素敵な君がいる
編曲：水島康貴